# Arturo Farinelli
Arturo Farinelli, född 1867, död 1948, var en italiensk litteraturhistoriker.
Farinelli var professor vid Turins universitet. Farinelli har visat en utomordentlig förmåga att belysa litterära problem i förhållande till dess i tid som rum mest avlägsna släktförbindelser. Bland hans verk märks Grillparzer und Lope de Vega (1894) och Dante in Spagna, Francia, Inghilterra, Germania (1922) samt G. de Humboldt et l'Espagne (1924).